# كيس بولي
الكيس البولي أو الكيسة البولية (بالإنجليزية: Urinoma) ويعرف أيضًا باسم الكيس الكاذب المجاور للكلية (بالإنجليزية: pararenal pseudocyst)، هو تجمع مُغلف من البول المتسرب، ويوجد عادةً في المنطقة المجاورة للكلى وربما تمتد إلى خلف الصفاق.

## التشخيص
ينشأ الكيس البولي بسبب فتحةٍ في حوض أو كؤوس الكلية أو في الحالب؛ فيتجمع البول في الدهن المُحيط بالكليتين، مما يُسبب استجابةً التهابية مصحوبة بتحلل الدهون، والذي يؤدي إلى تغلفٍ ليفي يُحيط بالتجمع البولي. يتكون الكيس البولي عادةً بسبب رضحٍ كليل للكلى، وبينما يكون تسرب البول شائع الحدوث نتيجة لرضح كليل شديد بنسبة (2-18%) فإن الإصلاح التلقائي يكون نموذجيًا، وبالتالي يكون تكونُ الكيس البولى نادرًا،ويعد انسداد الحالب نتيجة السرطان هناك أسبابٌ أخرى قليلة الشيوع للكيس البولي ومنها انسداد الحالب بسبب سرطان أو تكون الحصوات أو الحمل أو أسبابٍ وراثية.
تميل الأكياس البولية للحدوث تدريجيًا، وأعراضها تكون حسب حجم وموقع الآفة، وفي نهاية المطاف تصبح الأعراض مثل الضغط والألم مكان الكيس واضحةً. يُوصى بإجراء الاختبارات الكيمياء الحيوية لوظائف الكلى، كما أنَّ صورة الحويضة الوريدية والموجات فوق الصوتية والأشعة المقطعية تساعد في تحديد الآفة، حيث أنه بالاستعانة بهذه الصور يمكن إجراء خزعة بالإبرة بطريق الجلد والتي تكون تشخيصية وعلاجية.

## إدارة المرض
في حالة ترك المرض دون علاج، فقد تظهر أعراض أخرى تشمل تشكُل الخراج والتهاب الصفاق وتعفن الدم وتلف المسالك البولية بالتليف وتكون الورم الحبيبي، ومن المستحسن كخطوةٍ أولى تصريف الآفة باستخدام الموجات فوق الصوتية أو التصوير المقطعي المحوسب، وإذا كان المريض يعاني من مرضٍ انسدادي باطن فيجب علاجه بناءّ على سببه.